# Barrage de Tala
Le barrage de Tala est un barrage hydroélectrique sur le Raidak dans le district de Raidak au Bhoutan.